# Tour della nazionale maschile di rugby a 15 del Belgio 1977
Nel 1977 la Nazionale di rugby a 15 del Belgio visita il Sudafrica. Un evento importante per la piccola federazione europea. Nessun Test Match ufficiale disputato.

## Risultati
| Pretoria 6 agosto 1977 | Northern Transvaal | 32 – 6 | Belgio |  |

| Potchefstroom 9 agosto 1977 | Western Transvaal | 18 – 8 | Belgio |  |

| Bloemfontein 13 agosto 1977 | Orange Free State | 34 – 12 | Belgio |  |

| Oudtshoorn 16 agosto 1977 | Western District Sel. | 28 – 9 | Belgio |  |

| Città del Capo 20 agosto 1977 | Coloured XV | 6 – 6 | Belgio |  |

| Kimberley 24 agosto 1977 | Kimberley XV | 15 – 9 | Belgio |  |

| Pretoria 27 agosto 1977 | Pretoria XV | 29 – 14 | Belgio |  |